# Pont-de-Veyle
Pont-de-Veyle è un comune francese di 1 645 abitanti situato nel dipartimento dell'Ain della regione dell'Alvernia-Rodano-Alpi.

## Società

### Evoluzione demografica
Abitanti censiti

## Infrastrutture e trasporti
Nel comune è presente una stazione ferroviaria, mentre l'aeroporto più vicino si trova a Lione a 61 km di distanza.